# Кајак и кану на Летњим олимпијским играма 1936 — Ц-1 1.000 метара за мушкарце
Такмичење у кануу једноклеку (Ц-1) 1.000 м  на Летњим олимпијским играма 1936. одржано је 8. августа на регатној стази Берлин — Гринау. 
На такмичењу је учествовало 6 такмичара из 6 земаља који су веслали само финалну трку. 

## Освајачи медаља
|                    |                                |                    |
| Френк Амиот Канада | Бохуслав Карлик · Чехословачка | Ерих Кошик Немачка |

## Резултати

### Финале
| Пласман | Атлетичар       | Земља        | Резултат |
| ------- | --------------- | ------------ | -------- |
|         | Френк Амиот     | Канада       | 5:32,1   |
|         | Бохуслав Карлик | Чехословачка | 5:36,9   |
|         | Ерих Кошик      | Немачка      | 5:39.0   |
| 4.      | Ото Нојмилер    | Аустрија     | 5:47,0   |
| 5.      | Џозеф Хасенфус  | САД          | 6:02,6   |
| 6.      | Жое Тренен      | Луксембург   | 7:39,5   |